# Mochizuki (tàu khu trục Nhật)
Mochizuki (tiếng Nhật: 望月) là một tàu khu trục hạng nhất thuộc lớp Mutsuki của Hải quân Đế quốc Nhật Bản, bao gồm mười hai chiếc được chế tạo sau Chiến tranh Thế giới thứ nhất. Được xem là tiên tiến vào lúc đó, những con tàu này đã phục vụ như những tàu khu trục hàng đầu của Nhật trong những năm 1930, nhưng được xem là đã lạc hậu vào lúc Chiến tranh Thái Bình Dương nổ ra; dù sao lớp Mutsuki vẫn được giữ lại ở tuyến đầu nhờ tầm xa hoạt động và kiểu ngư lôi mạnh mẽ mà chúng được trang bị. Mochizuki đã tham gia nhiều hoạt động trong cuộc chiến cho đến khi bị máy bay ném bom Mỹ đánh chìm ngày 24 tháng 10 năm 1943 tại phía Nam Rabaul.

## Thiết kế và chế tạo
Việc chế tạo lớp tàu khu trục Mutsuki được chấp thuận như một phần của chương trình phát triển Hải quân Đế quốc Nhật Bản sau khi Hiệp ước Hải quân Washington có hiệu lực, và chúng được đặt hàng trong năm tài chính 1923. Lớp tàu này là một phiên bản nối tiếp và cải biến dựa trên các lớp tàu khu trục lớp Minekaze và Kamikaze trước đó, vốn chia sẻ nhiều đặc tính thiết kế chung. Mochizuki được đặt lườn tại xưởng đóng tàu của hãng Uraga Dock Company vào ngày 23 tháng 3 năm 1926, được hạ thủy vào ngày 28 tháng 4 năm 1927 và được đưa ra hoạt động vào ngày 31 tháng 10 năm 1927. Thoạt tiên chỉ được gọi đơn giản là "Tàu khu trục số 33" (第三十三号駆逐艦, Dai-33-Gō Kuchikukan), nó được đổi tên thành Mochizuki vào ngày 1 tháng 8 năm 1928.

## Lịch sử hoạt động
Vào cuối những năm 1930, Mochizuki tham gia các hoạt động trong cuộc Chiến tranh Trung-Nhật, hỗ trợ những cuộc đổ bộ lực lượng Nhật Bản lên khu vực Trung và Nam Trung Quốc.
Vào lúc xảy ra cuộc tấn công Trân Châu Cảng, Mochizuki nằm trong thành phần Đội khu trục 30 của Hải đội Khu trục 6 trực thuộc Hạm đội 4 Hải quân Đế quốc Nhật Bản, và được bố trí từ Truk trong thành phần của lực lượng tấn công đảo Wake. Sau khi bị đẩy lui trong trận chiến đảo Wake thứ nhất vào ngày 11 tháng 12 năm 1941, Mochizuki quay trở lại nơi đây vào ngày 23 tháng 12 cho đợt tấn công thành công thứ hai lên đảo này.
Trong tháng 1 năm 1942, Mochizuki hộ tống một đoàn tàu vận t̉i chuyển binh lính từ Kwajalein đến Truk, và sau đó đến Guam. Từ tháng 2 cho đến cuối tháng 4, Mochizuki tham gia cuộc đổ bộ lên quần đảo Solomon, hỗ trợ cho các cuộc đổ bộ lực lượng Nhật Bản lên Rabaul, New Ireland, Lae và Bougainville. Trong trận chiến biển Coral ngày 7-8 tháng 5 năm 1942, Mochizuki được bố trí vào lực lượng đổ bộ của Chiến dịch Mo nhằm tấn công đổ bộ lên cảng Moresby. Sau khi chiến dịch này bị hủy bỏ, nó quay trở về Truk, hộ tống các đoàn tàu vận tải xây dựng sân bay giữa Truk, Lae và Guadalcanal cho đến khi được gọi quay trở về Nhật Bản vào giữa tháng 7 để tái trang bị.
Sau khi hoàn tất việc nâng cấp tại Xưởng hải quân Sasebo, Mochizuki được phân về Hạm đội 8 Hải quân Đế quốc Nhật Bản. Vào cuối tháng 9, Mochizuki lên đường cùng với tàu khu trục Isokaze để cứu những người còn sống sót của con tàu khu trục chị em Yayoi trên đảo Normanby. Vào ngày 14-15 tháng 10, Mochizuki đã bảo vệ cho các tàu tuần dương Kinugasa và Chōkai trong một đợt bắn phá sân bay Henderson. Trong suốt tháng 11, Mochizuki thực hiện nhiều chuyến "Tốc hành Tokyo" vận chuyển binh lính đến tăng cường cho lực lượng trú đóng tại Guadalcanal. Trong một chuyến đi như vậy vào ngày 8 tháng 11, nó trúng phải một quả ngư lôi tịt ngòi từ tàu phóng lôi PT-61; và trong một chuyến đi khác vào ngày 13-15 tháng 11, nó đã trợ giúp cho tàu khu trục Amagiri cứu vớt 1.500 người sống sót từ các tàu vận chuyển Nagara Maru và Canberra Maru bị trúng ngư lôi.

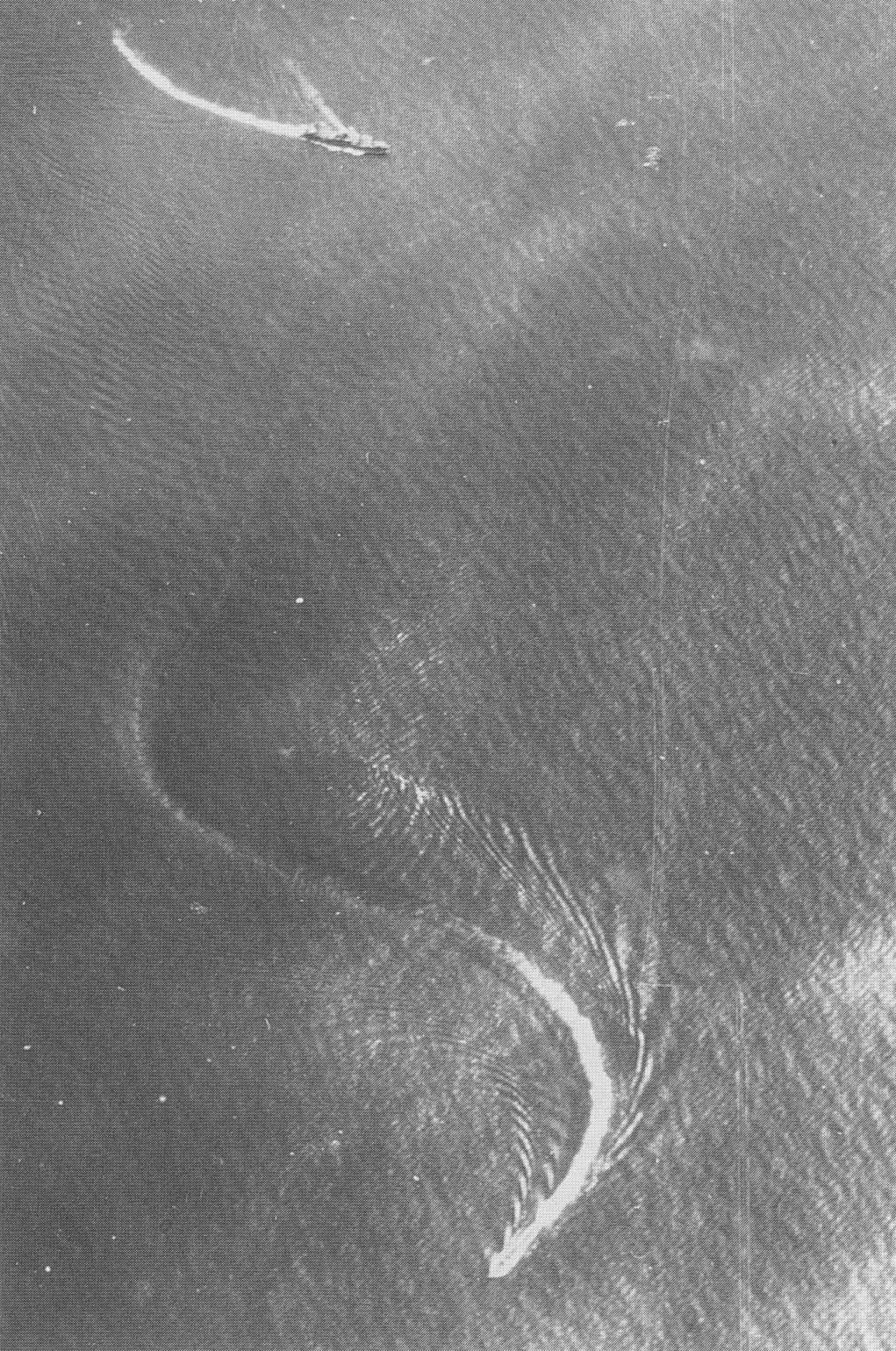
Mochizuki (bên dưới) cùng chiếc tàu chở thủy phi cơ Kiyokawa Maru (bên trên) đang cơ động né tránh cuộc không kích của máy bay Hải quân Mỹ xuất phát từ tàu sân bay Yorktown trong trận chiếm đóng Lae-Salamaua vào ngày 10 tháng 3 năm 1942.

Vào ngày 1 tháng 12 năm 1942, Mochizuki được phân về Hạm đội 8 Hải quân Đế quốc Nhật Bản. Trong suốt thời gian còn lại của tháng, nó hoạt động như là tàu hộ tống cho các tàu tuần dương Kumano và Suzuya trong các hoạt động tại quần đảo Admiralty, và cho đổ bộ binh lính tại Buna và Finschhafen thuộc New Guinea. Trong nhiều dịp Mochizuki đã phải chịu đựng những cuộc không kích, và bị hư hại nhẹ.
Sau khi thực hiện hai chuyến đi "Tốc hành Tokyo" từ Rabaul đến Kolombangara và vịnh Rekata vào tháng 1 năm 1943, Mochizuki quay trở về Sasebo để sửa chữa. Nó quay trở lại Rabaul vào cuối tháng 3, và đã giúp đỡ chiếc Florida Maru bị trúng ngư lôi trên đường đi. Cho đến cuối tháng 6 năm 1943, Mochizuki được sử dụng như tàu vận chuyển "Tốc hành Tokyo" đi đến Rekata, Buna, Tuluvu và Kolombangara. Trong trận chiến vịnh Kula vào ngày 5-6 tháng 7, Mochizuki đối đầu cùng các tàu khu trục Radford và Nicholas, chịu đựng những hư hại bởi đạn pháo bắn trúng tháp pháo số 1 và các dàn phóng ngư lôi. Chiếc tàu khu trục phải quay về Xưởng hải quân Sasebo để sửa chữa vào cuối tháng 8. Khi quay trở lại khu vực Rabaul vào cuối tháng 9, Mochizuki tiếp tục các hoạt động "Tốc hành Tokyo".
Trong một hoạt động như vậy vào ngày 24 tháng 10 năm 1943, đang khi trên đường từ Rabaul đến vịnh Jacquinot thuộc New Britain, Mochizuki bị các thủy phi cơ PBY Catalina của Hải quân Mỹ tấn công ở vị trí cách 145 km (90 dặm) về phía Tây Nam Rabaul. Nó bị đánh chìm ở tọa độ 5°42′N 151°40′Đ / 5,7°N 151,667°Đ khi một quả bom đánh trúng trực tiếp vào phòng động cơ. Đa số những người sống sót đã được tàu khu trục Uzuki cứu vớt.
Mochizuki được rút khỏi danh sách Đăng bạ Hải quân vào ngày 5 tháng 1 năm 1944.

## Danh sách thuyền trưởng
- Trung tá Morie Iwahara (sĩ quan trang bị trưởng): 25 tháng 7 năm 1927 - 31 tháng 10 năm 1927
- Trung tá Morie Iwahara: 31 tháng 10 năm 1927 - 10 tháng 12 năm 1928
- Trung tá Misao Nakada: 10 tháng 12 năm 1928 - 1 tháng 12 năm 1929
- Thiếu tá Keizaburo Okano: 1 tháng 12 năm 1929 - 15 tháng 11 năm 1930
- Lực lượng dự bị: 15 tháng 11 năm 1930 - 1 tháng 1 năm 1931
- Thiếu tá Minoru Katsuno: 1 tháng 1 năm 1931 - 1 tháng 4 năm 1931
- Thiếu tá Saburo Kase: 1 tháng 4 năm 1931 - 5 tháng 9 ]]năm 1931
- Thiếu tá Minoru Katsuno: 5 tháng 9 năm 1931 - 1 tháng 12 năm 1931
- Thiếu tá Ko Nakagawa: 1 tháng 12 năm 1931 - 22 tháng 10 năm 1934; thăng Trung tá 15 tháng 11 năm 1933
- Lực lượng dự bị: 22 tháng 10 năm 1934 - 6 tháng 1 năm 1936
- Thiếu tá Kiichiro Wakida: 6 tháng 1 năm 1936 - 1 tháng 12 năm 1936
- Thiếu tá Kenjiro Tobita: 1 tháng 12 năm 1936 - 15 tháng 11 năm 1937
- Thiếu tá Hiromu Hirose: 15 tháng 11 năm 1937 - 15 tháng 12 năm 1938
- Thiếu tá Ryokichi Sugama: 15 tháng 12 năm 1938 - 15 tháng 10 năm 1940
- Thiếu tá Saburo Terauchi: 15 tháng 10 năm 1940 - 6 tháng 4 năm 1942
- Thiếu tá Isamu Miyazaki: 6 tháng 4 năm 1942 - 30 tháng 12 năm 1942
- Đại úy Kunio Ikunaga: 30 tháng 12 năm 1942 - 15 tháng 10 năm 1943; thăng Thiếu tá 1 tháng 6 năm 1943
- Thiếu tá Goro Iwabuchi: 15 tháng 10 năm 1943 - 24 tháng 10 năm 1943